# Chiesa di Santa Marta (Milano)
La chiesa di Santa Marta era una chiesa di Milano. Situata nell'area dell'attuale piazza Mentana, fu demolita nel 1875.

## Storia
La chiesa fu fondata nel 1428, poco meno di cent'anni dopo la fondazione dell'omonimo monastero. Al 1446 risale l'iniziativa per l'espansione del monastero, che tuttavia non trovò seguito per la mancanza di spazi per edificare in una zona già all'epoca molto densamente abitata. La prima chiesa fu ricostruita e terminata nel 1522. Il monastero fino alla prima parte dei '500 godette di protezione di molte nobili famiglie milanesi, fino ad arrivare ad ospitare la sepoltura di Gaston de Foix, nipote di Luigi XII di Francia, che controllò all'epoca il ducato di Milano: tale fortuna venne a cadere quando i francesi furono cacciati da Milano e il convento di essere troppo legato alle autorità francesi, e che venne pertanto assaltato dai soldati spagnoli e dalle truppe mercenaria dei Lanzichenecchi.
Un ulteriore ampliamento del monastero fu richiesto nel 1590, e i lavori iniziati nel 1621, che durarono tre anni sotto la supervisione di Francesco Maria Richini, di cui sono conservati disegni differenti sia per gli interni che per gli esterni. La chiesa fu soppressa nel 1799 e i suoi averi dispersi tramite un'asta: furono solo salvate e portate a Brera le opere più importanti. La chiesa, che sopravvisse all'espansione della piazzetta in prossimità della chiesa (attuale piazza Mentana) fu trasformata dapprima in un magazzino, fino alla sua demolizione avvenuta tra il 1855 e il 1867.

## Architettura
L'aula della chiesa era divisa in due parti: una dedicata ai fedeli e l'altra dedicata alle monache del monastero. La struttura era peraltro simile a quella di San Maurizio al monastero maggiore, di larghezza simile e cappelle con volta a botte, oltre all'aula divisa: l'ipotesi è che entrambe si ispirassero al mondella della longobarda chiesa di Santa Maria Aurona. La chiesa presentava al suo interno aveva una singola navata e presentava volta a botte: la navata era scandita da lesene di eredità albertiana, elemento che avrà più successo nel barocco milanese quasi un secolo dopo. La facciata della chiesa non fu mai decorata. La chiesa cambiò di aspetto dopo rifacimenti del Richini, che tuttavia presentò vari progetti: progetto comune ai due è l'allargamento dell'aula dedicata alle monache, passando da uno spazio quadrato ad uno spazio rettangolare.
L'opera sicuramente più famosa conservata nella chiesa era il Monumento funebre a Gaston de Foix, realizzata da Agostino Busti per il condottiero francese, in parte conservato ai musei del Castello Sforzesco. Tra le altre opere presenti nella chiesa si segnalano:
- Pala dei tre arcangeli, pala d'altare di Marco d'Oggiono, oggi esposta presso la Pinacoteca di Brera
- Vari affreschi di Bernardino Luini, tra cui le lunette di San Lazzaro, Santa Marta, Santa Maria Maddalena e Santa Marcella, strappati e oggi in deposito presso la chiesa di Santa Maria di Piazza a Busto Arsizio, eccetto quella dedicata a Maria Maddalena esposta a Brera.
- Annunciazione, olio su tela di Bernardino Luini, oggi alla Pinacoteca di Brera.
- Vari affreschi strappati di Bernardino Lanino, tra cui i Tre angeli musicanti sotto un baldacchino, Santa Marta e Santa Maria Maddalena in deposito al museo della scienza e della tecnica di Milano